# Bogotol
Bogotol (en rus Боготол) és una ciutat del krai de Krasnoiarsk, a Rússia. Es troba a la vora del riu Bogotol, a 252 km a l'oest de Krasnoiarsk i a 3.156 km a l'est de Moscou.
Fou fundada el 1893 durant la construcció de la línia del Transsiberià i obtingué l'estatus de ciutat el 1911.